# Pernille Bech Christensen
Pernille Bech Christensen (* 3. April 1959) ist eine dänische Filmeditorin.

## Leben
Nachdem Pernille Bech Christensen erstmals 1983 in der dänischen Komödie Kurt og Valde beim Schnitt assistieren durfte, war es nur wenige Jahre später die Fernsehdokumentation Under uret, bei der Christensen erstmals eigenverantwortlich einen Filmschnitt leitete.
Mit der dänischen Regisseurin Susanne Bier, die sie seit den gemeinsamen Tagen an der Danske Filmskole kennt, verbindet sie eine langjährige Zusammenarbeit, die 1986 mit De Saliges Ø begann und Filme umfasst wie Brothers – Zwischen Brüdern, Für immer und ewig und In einer besseren Welt, der 2011 den Oscar für den besten fremdsprachigen Film gewann. So schnitt sie für Susanne Bier auch die Dreamworks-Produktion Eine neue Chance, ihren ersten Film außerhalb Dänemarks.

## Filmografie
- 1983: Kurt und Valde – Ganoven mit Charme (Kurt og Valde / Schnitt-Assistenz)[3]
- 1985: Under uret
- 1986: De Saliges Ø[4]
- 1999: Der einzig Richtige (Den eneste ene)
- 2002: Die fünfte Frau (Den femte kvinnan)
- 2002: Für immer und ewig (Elsker dig for evigt)
- 2003: Schreiende Männer (Huutajat)
- 2004: Brothers – Zwischen Brüdern (Brødre)
- 2006: Nach der Hochzeit (Efter brylluppet)
- 2007: Eine neue Chance (Things We Lost in the Fire)
- 2008: Wen du fürchtest (Den du frygter)
- 2010: In einer besseren Welt (Hævnen)
- 2011: Süchtig nach Liebe (Love Addict)
- 2012: Love Is All You Need
- 2014: The Salvation – Spur der Vergeltung (The Salvation)
- 2014: Serena
- 2015: Zweite Chance (En chance til)
- 2016: The Model – Schönheit hat ihren Preis (The Model)

## Auszeichnungen
Robert
- 2000: Nominierung für den Besten Schnitt mit Der einzig Richtige
- 2003: Auszeichnung für den Besten Schnitt mit Für immer und ewig
- 2005: Nominierung für den Besten Schnitt mit Brothers – Zwischen Brüdern
- 2007: Nominierung für den Besten Schnitt mit Nach der Hochzeit
- 2009: Nominierung für den Besten Schnitt mit Wen du fürchtest